# Tomb Raider: The Prophecy
Tomb Raider: The Prophecy est un jeu vidéo d'action-aventure développé par Ubisoft Milan et édité par Ubisoft (sous licence d'Eidos Interactive et Core Design), sorti en 2002 sur Game Boy Advance.

## Accueil
- Jeux vidéo Magazine : 13/20[1]
- Jeuxvideo.com : 15/20[2]